# Diana Abgar
Diana Abgar (en armenio: Դիանա Աբգար; Rangún, Birmania, 12 de octubre de 1859 - Yokohama, Japón, 8 de julio de 1937) fue una escritora, publicista y diplomática armenia de la diáspora, consulesa honoraria de la República Democrática de Armenia en el Gran Oriente (Japón), 1920; la primera mujer cónsul del mundo.
Publicó más de nueve libros dedicados al genocidio armenio, las relaciones internacionales, el impacto del imperialismo en los asuntos mundiales y la paz mundial.

## Obras
- From the Book of One Thousand Tales: Stories of Armenia and its People 1892-1922. Bloomington, Indiana: 1stBooks, 2004.
- On the Cross of Europe's Imperialism: Armenia Crucified. Yokohama, Japan: 1918.
- The Great Evil. Yokohama, Japan: “Japan Gazette” Press, 1914.
- Peace and No Peace. Yokohama, Japan: “Japan Gazette” Press, 1912.
- The Peace Problem. Yokohama, Japan: “Japan Gazette” Press, 1912.
- In His Name . . . Yokohama, Japan: “Japan Gazette,” 1911.
- Betrayed Armenia. Yokohama, Japan:  “Japan Gazette” Press, 1910.
- The Truth about the Armenian Massacres. Yokohama, Japan: “Japan Gazette,” 1910.
- Home Stories of the War. Kobe, Japan: The Kaneko Printing Works, 1905.
- Susan. Yokohama, Japan: Kelly and Walsh, Limited, 1892.